# Иудаизм в России
Иудаизм — одна из религий России.
На нынешней территории России иудаизм существовал ещё с античности — евреи известны в Боспорском царстве, в составе которого был Таманский полуостров и прилегающие к нему территории. В Средние века иудаизм исповедовала элита одного из соседних с Киевской Русью мощных государств — Хазарского каганата. Евреи проживали также в Киевской Руси.
Большинство современных российских евреев оказалось на территории России после разделов Польши. Большинство российских евреев принадлежит к ашкеназам. Указ императрицы Екатерины II от 1791 года территория Российской империи, где дозволялось селиться и торговать евреям была ограничена чертой оседлости. Деятельность иудеев также была ограничена. Став российским подданными, иудеи столкнулись с антисемитизмом и периодическими погромами.
В советское время иудаизм, наряду с другими религиями подвергся гонениям и политическим репрессиям. Под фактическим запретом оказались как священный язык иудаизма — древний иврит, так современная форма иврита. В то же время евреи получили возможность покинуть черту оседлости и заниматься разными видами деятельности.
Численность советских евреев, оказавшихся на территории, оккупированной немцами в ходе Великой Отечественной войны, составила 2,75—2,90 млн человек. Большинство из них погибли.
В современной России иудейская религия представлена тремя крупными течениями: ортодоксальный иудаизм, хасидизм и реформистский иудаизм (или прогрессивный; первая реформистская община в СССР появилась в 1989 году), которые объединяются в две наиболее влиятельные организации — Конгресс еврейских религиозных организаций и объединений в России (КЕРООР), куда включены ортодоксальные и реформистские общины, и Федерация еврейских общин России (ФЕОР), действующая под эгидой любавичского хасидизма. Иудаизм официально признан в качестве одной из четырёх традиционных религий России.
В Федеральном законе о свободе совести и о религиозных объединениях иудаизм перечислен среди религий, составляющих неотъемлемую часть исторического наследия народов России.

## Подгруппы евреев
Российский иудаизм образуют несколько основных этно-религиозных подгрупп евреев.
1. Ашкеназские евреи, которые (предки которых) говорили на идиш. Составляют более 95 % иудеев России.
2. Горские евреи — говорят на диалектах татского языка.
3. Грузинские евреи — до недавнего времени родным языком их был этнолект грузинского.
4. Бухарские евреи — до недавнего времени говорили на диалекте таджикского (или фарси).

Горские, грузинские и бухарские евреи имеют по одной религиозной общине в России, причём все три расположены в Москве. Ашкеназские иудеи имеют более 180 общин в одной только ФЕОР — Федерации Еврейских Общин России, и около 100 в КЕРООР — Конгрессе еврейских религиозных организаций и объединений в России.

## Дореволюционный период

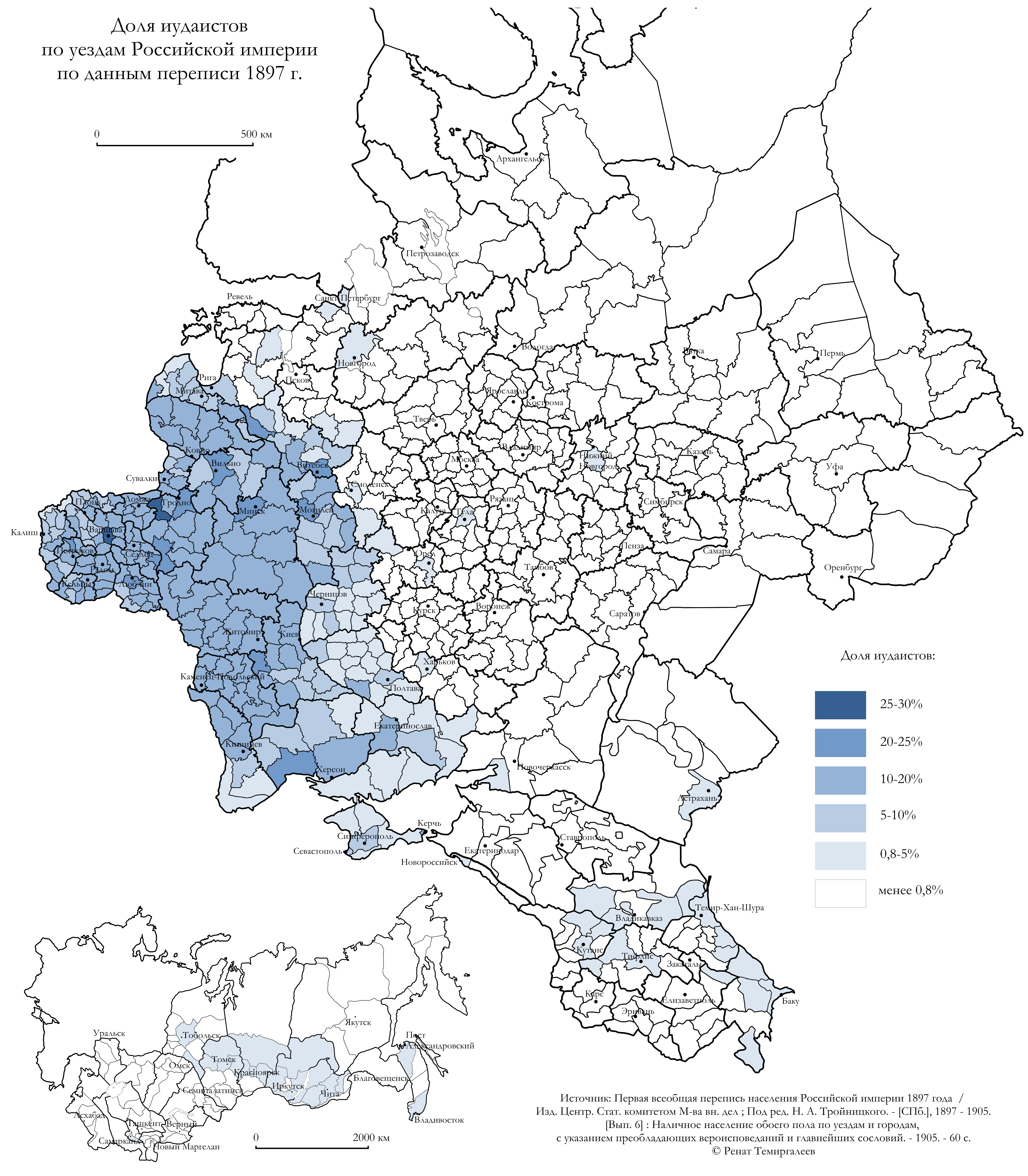
Доля иудаистов по уездам и округам Российской империи по данным Первой всеобщей переписи населения 1897 года

В 1815—1918 годах Россия занимала первое место в мире по численности иудеев: на её территории проживало почти 50 % иудеев мира.
В Российской империи евреям разрешалось селиться только на территории, ограниченной чертой оседлости. В столице и крупных городах Центральной России жить было запрещено. Исключениями были некоторые категории купцов, отставные заслуженные солдаты и учёные, часто официально принимавшие православие. Евреи иудейского вероисповедания жили преимущественно на территориях Украины, Беларуси, Польши, Литвы и в других западных российских губерниях. Вводились процентные нормы в университеты для иудеев.
На протяжении многовековой истории иудаизма в России постоянно происходили и происходят переходы верующих как из иудаизма в христианство, и значительно реже из христианства в иудаизм (см. Субботники). Законы Российской империи первый вид переходов очень поощряли, тогда как второй был запрещён под страхом смерти. Если иудей переходил в христианство, ограничительные нормы законодательства Российской империи переставали на него распространяться. В начале XX века помимо православия евреям было разрешено также принимать вероисповедания западного христианства, в частности — лютеранство.
До революции 1917 года в России не существовало централизованных еврейских организаций. Иудейская религия отличалась большой автономностью своих местных общин. Организационной основой этой конфессии была принадлежность к тому или иному направлению в иудаизме и, соответственно, признание наиболее авторитетного в рамках данного движения ребе (учителя).
Отношение к еврейскому населению со стороны властей смягчилось после революции 1905 года и подписания Николаем II Манифеста «Об укреплении начал веротерпимости». Уже в начале 1906 года московские власти позволили открыть для молитвы Большую хоральную синагогу в Спасоглинищевском переулке. Здание синагоги в стиле модерн было построено архитектором Романом Клейном.

## Советский период
Черта оседлости была ликвидирована при Временном правительстве. В годы Гражданской войны происходят масштабные погромы. В течение 1920—1930-х годов — массовая миграция в города. Эти обстоятельства привели к перемещению большой массы ортодоксальных иудеев в этнические пределы собственно России.
В период 1939—1941 годов СССР занимал первое место в мире по количеству иудеев. В 1939—1940 годах к СССР были присоединены Западная Белоруссия и Западная Украина, Сортавала, Питкярантский и Лахденпохский карело-финские районы, Бессарабия, Северная Буковина, Эстония, а также страны «Черты оседлости» — Латвия и Литва.
Большевики в составе своей партии создали Еврейскую секцию для организации борьбы евреев-атеистов с раввинами и с иудаизмом в еврейской среде. После 1918 года в СССР закрывались синагоги, расстреливались, арестовывались и эмигрировали из страны раввины. Также гонениям подвергся священный для иудаизма язык — иврит: было запрещено его свободное преподавание до 1988 года, он всячески противопоставлялся идишу. В советской литературе иврит именовали «древнееврейским», игнорируя тот факт, что с конца XIX века иврит — ещё и современный язык.
После революции преследования иудеев в целом, в отличие от преследования православных, начинаются не сразу. В 1925 году в Москве была открыта новая синагога в Марьиной Роще (так называемая Вторая; Первой именовалась нынешняя хоральная), ставшая центром хасидизма. В том же году открылась третья синагога — Черкизовская. В 1926 году иудеи предприняли первую попытку создать единую структуру еврейских общин на территории СССР: в городе Коростень была организована раввинская конференция с участием около 50 раввинов из разных частей России. Однако советская власть восприняла эту попытка организованного структурирования негативно. После окончания конференции многие участвовавшие в ней раввины были арестованы. Подвергся преследованиям избранный председателем нового объединения лидер движения «Хабад-Любавич» раввин Йосеф Ицхок Шнеерсон, высланный из общины в Ростове-на-Дону в Ленинград, а затем и из страны.
С этого времени начинаются активные преследования иудеев. Советская власть действовала по схеме, применявшийся по отношению к православной церкви. Для целях создания альтернативной, подконтрольной властям организации, в 1927 году было принято решение созвать Всероссийский религиозный еврейский съезд, призванный создать «живую синагогу» — реформисткий орган, подобный обновленчеству в православии. Однако раввин Менахем-Мендла Шнеерсона и другие раввины обратились с открытым письмом ко всем иудеям России, и съезд был сорван. На это власти ответили мощной волной преследований. Закрывались многие иешивы (учебные заведения), многие раввины и активные деятели были расстреляны или отправлены в лагеря. Все иудеи, которое отстаивали право на соблюдение обрядов, провозглашались сторонниками западной агрессии. Наибольшим преследованиям советская власть подвергла хасидов, занимавших более активную общественную позицию в сравнении с представителями других направлений.
После закрытия синагог и иешив иудаизм сохранился в отдельных общинах. Большинство евреев,
опасаясь преследований, отходили от синагог и религиозной жизни. Гонения против религии и ликвидация целых социальных групп, включая дореволюционную еврейскую буржуазию и интеллигенцию, привели к почти полному затуханию в СССР реформистского течения.
Раввины СССР вместе с другими религиозными лидерами страны 22 июня 1941 года обратились к своим верующим с призывом идти на фронт против вторгшихся немецких войск.
Во время Второй мировой войны нацисты и их пособники почти полностью уничтожили еврейское население традиционных центров хасидских движений в России, Украине и Беларуси. На этих территориях практически не осталось евреев. Единственную крупную любавическую иешиву на территории Советского Союза открыли в начале 1946 года в Самарканде.
После Второй мировой войны в СССР прошла первая волна массовой эмиграции евреев, что заставило советскую власть изменить свою политику по еврейскому вопросу. С целью формирования подконтрольных властям объединений были созданы культурные автономии. Эти структуры имели скорее региональный характер и не объединяли действующие синагоги.
Примерно с конца 1950-х годов в среде молодых советских евреев из полностью секуляризованных семей формируется движение «баалей-тшува», связанное с осознанием национально-религиозной идентичности — параллельно с аналогичными процессами в рамках других конфессий СССР. Во многом следствием развития «баалей-тшува» с 1970-х годов началась массовая эмиграция евреев из СССР — процесс, диаметрально противоположный российской Хаскале 100-150-летней давности. В числе прочего эта эмиграция привела к полному исчезновению с территории Советского Союза многих ортодоксальных групп, например, брацлавских хасидов.
Вплоть до самой Перестройки еврейские общины в России образовывали единой организации. В Перестройку активизировались процессы филиационного размежеваия иудаизма, появились реформистская и консервативная деноминации, значительно активизировалась деятельность Хабада.

## Постсоветский период
В постсоветский период иудаизм переживает период возрождения: восстанавливаются старые синагоги, строятся новые.
С распадом СССР заметно ослабились связи российских общин с евреями других постсоветских стран. В этих странах внутриконфессиональная структура иудаизма сильно варьируется. В середине 1990-х годов в России складываются две конкурирующие центральные иудейские религиозные организации — Конгресс еврейских религиозных организаций и объединений в России (КЕРООР) и Федерация еврейских общин России (ФЕОР). Значимость этих двух объединений резко возросла в связи с принятием новой версии закона о свободе совести 1997 года, согласно которому для регистрации религиозных общин на местах необходимо подтверждение со стороны какой-либо централизованной структуры.
Появление двух крупных иудейских религиозных организаций внесло лишь некоторую упорядоченность в среду российского еврейства. По мнению вице-президента ВААДа России Романа Спектора, в стране отсутствует чёткое распределение на иудейские религиозные течения, а есть «огромное количество этноконфессиональных и культурных организаций, которые считают себя религиозными». Еврейская и иудейская деятельность ведётся в рамках еврейских клубов, воскресных и общеобразовательных школ, курсов по изучению Торы, газет и отдельных общественных организаций, общин, фондов и синагог. Они могут входить одновременно в разные структуры, претендующие на то, чтобы представлять часть российского еврейства. Светские еврейские организации могут ориентироваться на политику КЕРООР или на ФЕОР, при этом позиции членов многих из этих объединений нередко расходятся между собой, поскольку состав большей части данных структур весьма пёстрый. Параллельно с российскими обществами собственную сеть представительств организуют международные институты, которые обладают значительными материальными ресурсами.
Хасиды в России представлены движением «Хабад-Любавич». Общины любавичских хасидов (хабадников) входят в основном в (ФЕОР) во главе с главным раввином России Берл Лазаром. Ещё в 1995 года из состава КЕРООР выходит несколько организаций, раввинами которых являлись «посланцы» любавичского ребе Менахем-Мендл Шнеерсона. ФЕОР был создан в 1997 году на базе обладающего глобальной централизованной структурой движения «Хабад-Любавич»; формально учредительный съезд ФЕОР прошёл в ноябре 1999 года. Часть общин, которые входят в ФЕОР, только возглавляется хасидами, но верующие принадлежат к традиционному иудаизму. Целью ФЕОР является консолидация всех россиян, которые связывают себя с иудаизмом, как в религиозном, так и в историко-культурном смыслах. Организованные общины ФЕОР существуют в более чем 100 городах России. Помимо Москвы, в каждом городе находится лишь одна община. В Москве же 13 религиозных общин ФЕОР: 1 община грузинских евреев, 1 община сефардских евреев, 1 община горских евреев, 1 община бухарских евреев и 9 общин ашкеназских евреев.
Некоторая часть крупных хасидских общин во главе с яркими лидерами действует автономно. Ряд синагоги считается наполовину хасидскими, наполовину ортодоксальными.
КЕРООР был создан в 1993 году на базе Всероссийского совета еврейских религиозных общин и организаций (ВСЕРО), который оформился во время Перестройки. В 1995 году образован Российский союз объединений прогрессивного иудаизма (РСОПИ), впоследствии получивший название Объединение религиозных организаций современного иудаизма в России (ОРОСИР, до 1998 года именовалось «Движение прогрессивно го иудаизма»). В 1998 году общины ОРОСИРа регистрируются под эгидой КЕРООРа. Затем ОРОСИР провозгласил свою формальную независимость от Конгреса, но ряд общин реформистского иудаизма остались в КЕРООР, подчиняясь при этом главе ОРОСИР Зиновию Когану. ОРОСИР — основная российская организация реформистского иудаизма. В рамках Конгресса активно взаимодействуют представители ортодоксального («литовского», митнагдима) и реформистского иудаизма. В 2016 году сменилось официальное наименование объединения. КЕРООР стал именоваться «централизованная организация ортодоксального иудаизма»; ранее — «централизованная религиозная организация».
ФЕОР и КЕРООР находятся скорее в конкурентной борьбе друг с другом. По этой причине в России одновременно существуют два главных раввина, от КЕРООР — Адольф Шаевич, от хасидов, главенствующих в ФЕОР — Берл Лазар. По мнению ряда экспертов, ФЕОР получила намного более значительную ресурсную базу и влияние по сравнению с КЕРООР. ФЕОР обеспечена большей ресурсной поддержкой со стороны зарубежных общин и влиятельных кругов внутри России. Это обстоятельство в некоторой степени и обусловило тот факт, что ряд общин перешли из КЕРООРа в ФЕОР. Главой Попечительского совета Федора по состоянию на 2013 год являлся предприниматель Роман Абрамович, а председателем Общественного совета ФЕОРа — певец и общественно-политический деятель Иосиф Кобзон.
Молодёжная политика составляет одно из приоритетных направлений деятельности организаций иудаизма в России в рамках как ФЕОРа, так и КЕРООРа. При этом российские организации иудаизма традиционно тесно взаимодействуют со светскими еврейскими общественными объединениями и организациями с целью создания полноценной и эффективно работающей системы образования, воспитания и социализации учащихся. Действует Совет представителей молодёжных отделений ФЕОР.
Вслед за принятием соответствующими российскими религиозными организациями документов «Основы социальной концепции Русской Православной Церкви» (август 2000 года) и «Основные положения социальной программы российских мусульман» (в том же году) в 2003 году КЕРООР разработал социальную концепцию для российских иудеев. В начале 2006 учебного года, КЕРООР выпустил пресс-релиз, в котором призвал евреев России и руководителей еврейских общин информировать Главный раввинат России о фактах принудительного посещения предмета «Основы православной культуры», назначения экзаменов и зачетов в шаббат и других проблемах, которые связаны с невозможностью соблюдать еврейские религиозные нормы. В то же время часть иудейских организаций активно поддержали внедрение ОПК. Среди них был председатель КЕРООР раввин Зиновий Коган, отметивший возможность преподавания Основ еврейской религии.
Появившееся в начале 1990-х годов в России движение консервативного иудаизма к 2000 году фактически распалось. В России действуют только независимые общины и группы консервативных иудеев. Часть входит в ОРОСИР. Представителем консервативного иудаизма является Еврейская студенческая организация «Гилель».

### Раввины
Раввинов ФЕОР в России не менее 46 человек (по данным журнала «Лехаим», выпускаемого ФЕОР).
ФЕОР и КЕРООР в основном следуют правилам иудаизма, которые предписывают что и раввином, и председателем общины может стать только галахический еврей.

### Численность
По данным ежегодного опроса, проведённого Всероссийским центром изучения общественного мнения (ВЦИОМ) в 2025 году, верующими иудеями себя считает менее 1 % россиян.